# Judas Christ
Judas Christ sedmi je studijski album švedskog gothic metal-sastava Tiamat. Diskografska kuća Century Media Records objavila ga je 18. veljače 2002.

## Popis pjesama
| 1.    | »The Return of the Son of Nothing«        | 4:59 |
| 2.    | »So Much for Suicide«                     | 4:23 |
| 3.    | »Vote for Love«                           | 4:49 |
| 4.    | »The Truth's for Sale«                    | 4:40 |
| 5.    | »Fireflower«                              | 3:47 |
| 6.    | »Sumer by Night« (instrumentalna skladba) | 2:37 |
| 7.    | »Love Is as Good as Soma«                 | 6:42 |
| 8.    | »Angel Holograms«                         | 3:38 |
| 9.    | »Spine«                                   | 4:05 |
| 10.   | »I Am in Love with Myself«                | 4:22 |
| 11.   | »Heaven of High«                          | 3:52 |
| 12.   | »Too Far Gone«                            | 4:49 |
| 52:43 |                                           |      |

## Zasluge
Tiamat
- Johan Edlund – gitara, vokal, klavijature, naslovnica albuma, fotografije
- Lars Sköld – bubnjevi, prateći vokal
- Anders Iwers – bas-gitara, gitara, dodatni vokal
- Thomas Petersson – gitara

Dodatni glazbenici
- Trille Palsgaard – prateći vokal
- Peter Tägtgren – dodatni vokal (na pjesmi "Spine")
- David Mortimer-Hawkins – izgovorena riječ (na pjesmi "Spine")
- Out of Phase – klavijature, didžeridu
- Masse – violina, ud, sitar

Ostalo osoblje
- Lars Nissen – prateći vokal, dodatne klavijature, produkcija, inženjer zvuka, miks